# Kalidou Cissokho
Kalidou Cissokho (28 de agosto de 1978 en Dakar) en un exfutbolista senegalés que se desempeñaba como arquero. 

## Trayectoria
Comenzó su carrera profesional en ASC Jeanne d'Arc de su país en 1998, a la edad de 20 años. El portero, que defendió solo dos clubes durante su carrera jugando en su tierra natal hasta 2004. En el verano de ese año, fue fichado por el FC Baku de Azerbaiyán. Su debut en el club se dio el 26 de septiembre de 2004 con una victoria por 3-0 sobre Shafa.

### Clubes
| Club             | País       | Año       |
| ---------------- | ---------- | --------- |
| ASC Jeanne d'Arc | Senegal    | 1998-2004 |
| FC Baku          | Azerbaiyán | 2004-2012 |

### Títulos
| Título                         | Club             | País       | Año                             |
| ------------------------------ | ---------------- | ---------- | ------------------------------- |
| Liga senegalesa de fútbol (4)  | ASC Jeanne d'Arc | Senegal    | 1999, 2001, 2002, 2003          |
| Senegalese Super Cup           | ASC Jeanne d'Arc | Senegal    | 2001                            |
| Liga Premier de Azerbaiyán (2) | FC Baku          | Azerbaiyán | 2005-2006, 2007-2008            |
| Copa de Azerbaiyán (3)         | FC Baku          | Azerbaiyán | 2004-2005, 2009-2010, 2011-2012 |

## Selección nacional
Fue internacional con la selección de fútbol de Senegal en 19 ocasiones, entre ellas el Mundial 2002 y la Copa Africana de Naciones 2004.

### Participaciones en Copas del Mundo
| Mundial                        | Sede                  | Resultado        |
| ------------------------------ | --------------------- | ---------------- |
| Copa Mundial de Fútbol de 2002 | Corea del Sur y Japón | Cuartos de final |

### Participaciones en Copas Africana
| Torneo                         | Sede  | Resultado        |
| ------------------------------ | ----- | ---------------- |
| Copa Africana de Naciones 2004 | Túnez | Cuartos de final |